# دانشگاه آمریکایی سلیمانیه
دانشگاه آمریکایی عراق - سلیمانیه (به عربی: الجامعة الأمريكية في العراق، السليمانية)، (به انگلیسی: American University of Iraq - Sulaimani)، دانشگاهی آمریکایی است که در سال ۲۰۰۷ میلادی در شهر سلیمانیه در کردستان عراق تأسیس شد.
دروس دانشگاهی در این دانشگاه منحصراً به زبان‌ انگلیسی تدریس می‌شوند.